# Complesso di San Fantino
Il complesso archeologico di San Fantino è un'area ubicata a Palmi, in largo Conte Pietro Antonio Spinelli a Taureana, composta da una chiesa ottocentesca, dai resti di precedenti chiese paleocristiane e medievali e dalla «cripta di San Fantino», luogo di culto cristiano più antico della Calabria che conservava un tempo le spoglie dell'omonimo santo. Ad oggi il titolo di chiesa di San Fantino è stato trasferito al nuovo luogo di culto parrocchiale realizzato nel 1963, in via del Mare.

## Storia
Nel 1952, nella chiesa di San Fantino già in stato di abbandono per la costruzione del nuovo luogo di culto in un'altra zona di Taureana, vennero effettuati degli scavi che portarono alla luce, in maniera del tutto fortuita, la cripta di San Fantino, nella quale probabilmente era sepolto il santo titolare.
Nel periodo 1993-1994 vennero effettuati nuovi scavi archeologici che portarono alla luce il complesso paleocristiano-bizantino ed, inoltre, si iniziò il restauro dell'ex chiesa ottocentesca, adibita oggi a museo, ad opera del "Movimento Culturale San Fantino", associazione di volontariato culturale che nel 1998 ottenne l'adozione del complesso. I lavori di ristrutturazione del tempio terminarono nel XXI secolo.

## Descrizione

### La chiesa ottocentesca
Venne realizzata nel 1857 dall'abate Pietro Militano, l'entrata rivolta a sud, in ricostruzione della precedente chiesa andata distrutta dal terremoto del 1783.

### I resti della basilica bizantina
I resti della basilica bizantina del VI secolo-VIII secolo sono sovrapposti alla cripta, orientati verso est, e si trovano all'esterno dell'attuale tempio, nella parete est. Dietro la chiesa, nello scavo del 1993, sono emerse le pavimentazioni e due absidi della suddetta basilica.

### La chiesa medievale
Negli scavi del 1993 emersero anche le pavimentazioni anche della chiesa ricostruita nel 1552 dal conte Pietro Antonio Spinelli feudatario di Seminara e Palmi. Di questa chiesa sono state rinvenute le mura interne, allineate sull'asse est-ovest con ingresso a nord. Sull'intonaco vi sono tracce di colore. Gli scavi continuarono dalla parte esterna di sinistra della chiesa e sotto le pareti emersero le strutture delle due chiese bizantine e medievale e alcune tombe (attualmente coperte), probabilmente di religiosi del monastero costruito del 1552. Tali scoperte hanno confermato le notizie storiche contenute nel "bios" di San Fantino.

### La cripta di San Fantino

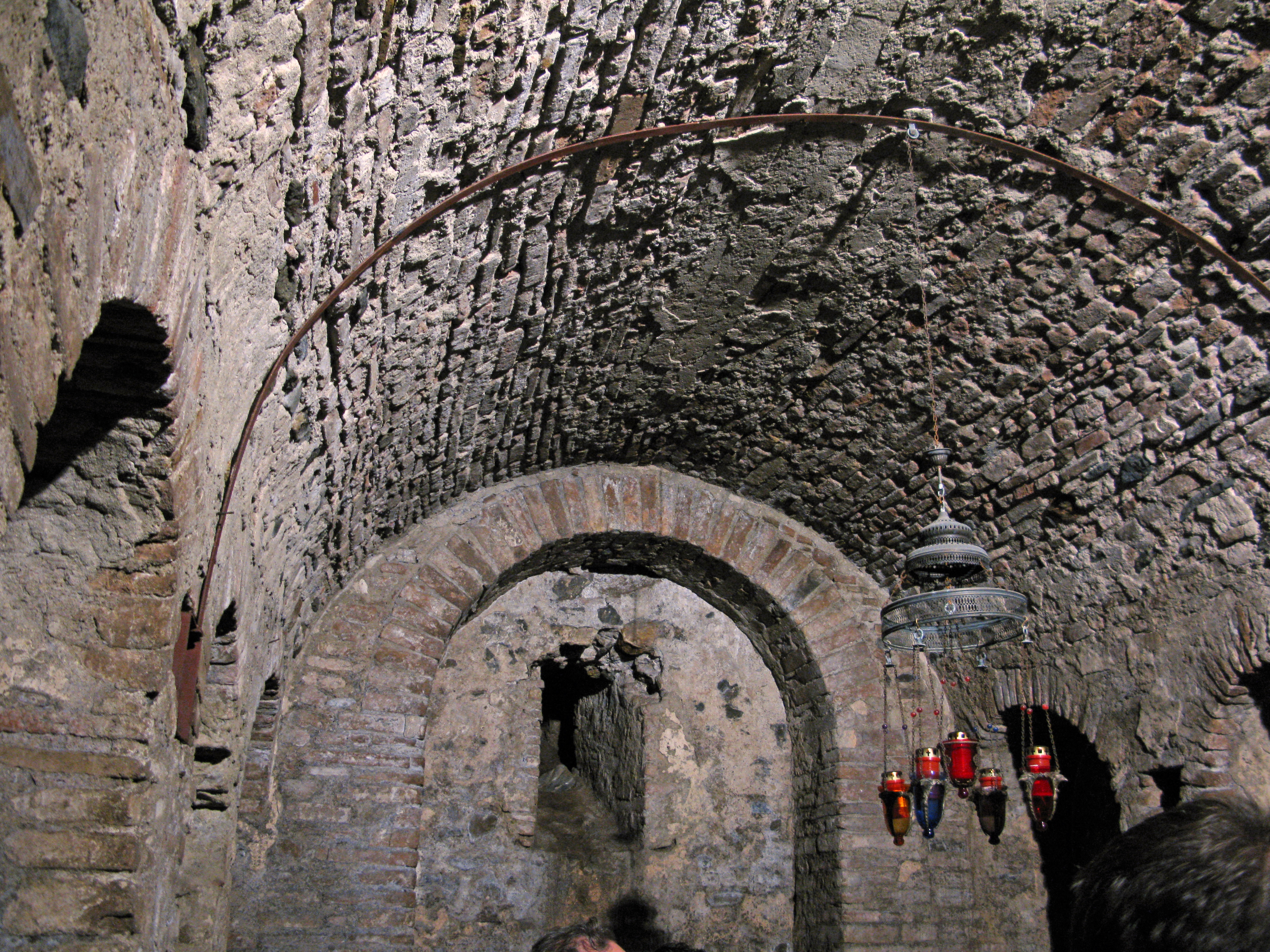
Volta della cripta di San Fantino

La cripta è il luogo dove era inizialmente posta l'urna con le spoglie di San Fantino. Si tratta di un ampio locale interrato, sottostante il tempio, che si supponeva fosse adibito a ninfeo già intorno al II secolo, quindi in epoca romana. Nuove ipotesi più accreditate propongono una struttura tipo cisterna di epoca romana evidentemente riutilizzata alla morte del Santo come luogo di sepoltura. Gli esperti concordano comunque che la cripta di San Fantino a Taureana di Palmi è comunque il luogo di culto cristiano più antico della Calabria.
La sua struttura assomiglia a quella di una vasca. Le due pareti longitudinali sono scandite ciascuna da quattro archi ciechi. Anche nella parete orientale vi è un arco cieco delineato a diaframma nel muro. Nel suo fondo reca, in alto, un'apertura trapezoidale che era la parte terminale, verso l'interno, di una condotta d'acqua affluente dall'esterno. Alcune iscrizioni, del IV secolo, fanno presupporre una utilizzazione dell'ambiente come luogo di sepoltura cristiano.
Le pareti e la volta sono in opera laterizia mista. Molti mattoni recano dei bolli di fabbrica con la scritta "TAYPIANOIM" e "APMOAICKOY". Come detto la cripta è citata nel bios di San Fantino, che parla di una «tomba inferiore» dove affluiva dell'acqua e dove un tempo erano deposte le reliquie del santo. La presenza dell'acqua, attestata nella vita e nei miracoli del santo, è ritenuta tutt'oggi benedetta e miracolosa. Le pareti dovevano essere affrescate, e come tali apparvero nel 1952, all'epoca della scoperta. Risultava ben visibile la figura di San Giovanni Crisostomo, oggi in gran parte cancellata, ed i santi Basilio e Gregorio. Vi erano anche frammenti di pavimento a mosaico.